# Patrick Bleuzen
Pour les articles homonymes, voir Bleuzen.
Patrick Bleuzen (né en 1959) est un cinéaste et entomologiste français.

## Sa vie
Pour le cinéma et la télévision, il occupera différents postes, devant et derrière la caméra, comme auteur réalisateur (Conflits dans la jungle pour France 2), assistant réalisateur (Histoire naturelle de la sexualité de G. Calderon et A. Langaney sur FR3, Attaville, la véritable histoire des fourmis de Gérald Calderon), chef animalier (Micropolis, la Citadelle assiégée de Philippe Calderon en 2005), chef décorateur (Mèche Blanche, les aventures du petit castor de Ph. Calderon), cameraman (Conflits autour d'un arbre, France 2), dresseur (l'Ours de Jean Jacques Annaud, Rue Paradis d'Henri Verneuil, etc.), conseiller animalier et dresseur (Bonobos d'Alain Tixier en 2011, etc.) et interprète (Folie en Canopée, La rivière fantôme, Le bestiaire de Paris).
En tant qu'entomologiste, il est spécialisé dans les coléoptères buprestes et macrodontes. Il étudie également les fulgores
Passionné d'ethno-entomologie et collectionneur d'objets sur ce thème, ses collections, alliant Objets d'art, Art primitif et sciences Naturelles, devenues un véritable musée itinérant, seront à maintes fois présentées, entre autres, à Poitiers en 2006, aux jardins de l'imaginaire de Terrasson en 2007, à Limoges en 2009, 2010, 2011, à Bellac en 2011, à Brive la Gaillarde en 2011  à Niort dans le cadre du festival Téciverdi 2012 "l'homme et la Nature" ,. En 2015, dans le cadre de l'hommage international fait pour le centenaire de la mort du grand entomologiste et naturaliste J.H Fabre (père de l’éthologie), il présente plusieurs expositions et réalise des performances artistiques  ( "ART'hropodes"), sur le thème des insectes. Dans le Limousin, à Tulle, au CIAP de Vassivière, au Château de Coussac Bonneval, à la cité des insectes de Nedde  et à Limoges, et en Suisse dans l'école internationale de Rosey à Rolle, entre Genève et Lausanne, etc. Du 4 avril au 30 aout 2024, au Chateau-Musée de GIEN (45) une exposition présente une partie de ses collections dans trois salles. L'une dédiée aux sciences naturelles, la seconde à l'ethno-entomologie avec de nombreux objets archéologiques et d'Art primitif, la troisième présente sa galerie imaginaire du lucane cerf-volant avec une quarantaine d'œuvres, principalement picturales, créées par lui, représentant cet insecte connu de tous, à la manière ou dans l'esprit des artistes les plus connus, du XIXe à nos jours, de Monet à Banksy… Une opportunité de découvrir deux siècles de diversité artistique picturale en une même salle et sur un même sujet. Une curiosité parmi d'autres curiosités…

## Travaux entomologiques
Ses déplacements lui permettent de collecter des insectes, de visiter des musées et d'améliorer ses connaissances entomologiques. Il effectue de nombreux voyages en Amérique du Sud où sa connaissance de la langue espagnole lui permet de nouer des relations durables.
Il se passionne pour les Buprestes dont il souhaite faire la révision de certains groupes difficiles. Il écrit plusieurs articles dans le Bulletin de la Société Sciences Nat. Il rédige par ailleurs le volume 21 de la série Les Coléoptères du Monde, consacré aux Prioninae des genres Macrodontia, Ancistrotus, Acanthinodera et Braderochus.
Le Musée des Confluences de Lyon se porte acquéreur de nombreux exemplaires de sa collection,.

## Noms de genre et d'espèces dédiés
Pour rendre service aux autres spécialistes, il collecte également des insectes qui lui semblent intéressants et de nombreux taxa lui sont dédiés. Une liste des 38 noms nouveaux qu'il a créés a été publiée sur le web.
- Aspidolea bleuzeni Dechambre, 1992
- Becquartina bleuzeni Boulard, 2005
- Chalcoplethis bleuzeni Bouchard, 2003
- Cyclocephala bleuzeni Dechambre, 1995
- Disphragis bleuzeni Thiaucourt, 1992
- Dynastes hercules bleuzeni Silvestre & Dechambre, 1995
- Epimelitta bleuzeni Peňaherrera-Leiva & Tavakilian, 2003
- Hypocrita bleuzeni Toulgoët, 1990
- Liosteburia bleuzeni Tavakilian & Monné, 1991
- Minidorysthetus bleuzeni Soula, 2002
- Ophrygonius bleuzeni Boucher, 1993
- Panacea bleuzeni Plantrou & Attal, 1986
- Perisama oppelii bleuzeni Attal & Crosson du Cormier, 1996
- Pero bleuzeni Herbulot, 1994
- Veturius bleuzeni Boucher, 2005
- Zammaralna bleuzeni Boulard & Sueur, 1996

## Publications
- Attaville - la véritable histoire des fourmis de Jean-Claude Carrière, illustrations de Patrick Bleuzen, préface de Gérald Calderon (J. C. Lattès, 1998)  (ISBN 978-2-7096-1846-5)
- Il a publié un conte pour enfant Dodji et le génie de la termitière, illustré par Louise Perle Thomass et édité par la Cité des insectes de Nedde et par Maïade Editions en 2011   (ISBN 978-2-9540284-0-8)

## Filmographie

### Documentaires
- Format fourmis (Arte)